# Verónica Vilches
Verónica del Carmen Vilches Olivares (Cabildo, 30 de julio de 1970) es una dirigente y defensora del agua, la tierra y medioambiente de la Provincia de Petorca, Región de Valparaíso. Actualmente, se desempeña como Presidenta de un sistema de abastecimiento de agua potable de San José, ubicado al interior de la comuna de Cabildo. Además, es dirigente del Movimiento de Defensa por el acceso al Agua, la Tierra y la Protección del Medioambiente (MODATIMA) que busca defender los derechos de los campesinos, trabajadores y habitantes al acceso al agua.

## Activismo ambientalista
Verónica Vilches ha trabajado gran parte de su vida por el reconocimiento del derecho al agua, debido a que la Provincia de Petorca se encuentra afectada por una crisis hídrica que ha afectado a su comunidad. Según el informe realizado por el Instituto Nacional de Derechos Humanos, esta crisis obedece tanto a factores naturales como humanos, dentro de los cuales destacan la sequía y el acápite a las actividades empresariales en la zona.
Desde el año 2015 es Presidenta del sistema de abastecimiento de agua potable rural de San José, el cual permite abastecer de agua a más de mil personas de su comunidad, aportando a que sus habitantes puedan acceder a agua potable. Conjuntamente, se desempeña como dirigente del Movimiento de Defensa del Agua, la Tierra y la protección del Medioambiente (MODATIMA) que busca defender los derechos de los campesinos, trabajadores y habitantes al acceso al agua. Han realizado denuncias y visibilizado los conflictos por el agua que existen en Petorca. También conformó la Red de académicos y profesionales por la recuperación del agua.
En este contexto, Verónica Vilches ha denunciado continuos hostigamientos y amenazas, que se intensificaron tras el reportaje “Las paltas (aguacates) y el gran robo” que realizó el medio danés Danwatch, que constata que las plantaciones de paltas (aguacate) de Petorca que venden sus paltas en supermercados de Dinamarca han sido denunciadas por violar el Código de Agua de Chile. Bajo este contexto, las cadenas de supermercados daneses Supermarket, Lidl & Aldi decidieron abstenerse de comprar este fruto. Es importante señalar que la comuna de Petorca actualmente concentra el 40% de la producción de paltas en Chile.
Además, en el mes de enero de 2017, Verónica Vilches sufrió el saboteo del sistema de abastecimiento de agua de su comunidad. Asimismo, en innumerables veces ha estado expuesta a todo tipo de agresiones siendo incluso abordada en la calle con amenazas de distinto calibre. Las coacciones que recibieron tanto Verónica Vilches como Rodrigo Mundaca incluyeron amenazas tales como” si seguís hueviando con el agua te vamos a matar". Ante esto, el 5 de abril de 2017, los abogados Margarita Barbería y Rodrigo Román presentaron un recurso de amparo preventivo en la Corte de Apelaciones de Valparaíso a favor de Verónica Vilches, debido a las amenazas de muerte por parte de desconocidos.
Por el continuo hostigamiento y amenazas contra miembros del MODATIMA, Amnistía Internacional emitió en 2017 una Acción Urgente internacional solicitando protección para Verónica Vilches y su compañero Rodrigo Mundaca, así como una investigación exhaustiva de los hechos que denunciaron.
El día 7 de junio de 2018, Amnistía Internacional hizo entrega de más de 50 mil firmas al fiscal regional de Valparaíso, Pablo Gómez Niada, que solicitan a las autoridades que implementen medidas efectivas de protección para los integrantes de MODATIMA e insta a iniciar investigaciones inmediatas, exhaustivas e imparciales sobre las amenazas y los ataques contra los defensores y defensoras de los derechos humanos, a hacer públicos sus resultados y a llevar ante la justicia a los sospechosos de ser penalmente responsables.